# Song Min-kyu (Tennisspieler)
Song Min-kyu (* 25. August 1990 in Yongin) ist ein südkoreanischer Tennisspieler.

## Karriere
Song spielte im Jahr 2011 erstmals eine Handvoll Turniere der ITF Future Tour sowie in Seoul auch sein erstes Turnier der ATP Challenger Tour. Nach einer längeren Pause stieg er 2013 wieder in den Spielbetrieb ein. Nachdem er 2014 bei einem Future im Einzel erstmals das Finale erreichen konnte, gewann er 2015 im Einzel und Doppel seinen jeweils ersten Titel dieser Kategorie. Dank einer Wildcard kam er auch beim Challenger in Busan zum Einsatz im Doppel, wo er mit seinem Partner erst im Finale im Match-Tie-Break unterlag. In diesem Jahr wurde er außerdem zum ersten Mal in die südkoreanische Davis-Cup-Mannschaft berufen, wo er bislang zwei Matches im Doppel verlor. In der Tennisweltrangliste war dieses Jahr sein bis dahin bestes. Im Einzel stand er am Jahresende auf Platz 783, während er im Doppel auf Rang 440 geführt wurde.
Nach weniger erfolgreichen Jahren 2016 und 2017 wurde 2018 das bis dato erfolgreichste. Im Einzel kam er mit seinem dritten Future-Titel bis auf Rang 600 – knapp unter sein Karrierehoch von Platz 591 von Juli 2017. Im Doppel gewann Song sechs Futures, genauso viel, wie er bis dahin insgesamt im Doppel gewann. Im südkoreanischen Gwangju trat er mit einer Wildcard an der Seite von Nam Ji-sung bei einem Challenger an und gewann dort seinen ersten Titel. Im Doppel stand er im November dadurch mit Platz 246 auf seinem Karrierehoch im Doppel.

## Erfolge
| Legende (Anzahl der Siege)  |
| Grand Slam                  |
| ATP World Tour Finals       |
| ATP World Tour Masters 1000 |
| ATP World Tour 500          |
| ATP World Tour 250          |
| ATP Challenger Tour (7)     |

### Doppel

#### Turniersiege
| Nr. | Datum             | Turnier     | Belag     | Partner      | Finalgegner                           | Ergebnis          |
| --- | ----------------- | ----------- | --------- | ------------ | ------------------------------------- | ----------------- |
| 1.  | 18. August 2018   | Gwangju (1) | Hartplatz | Nam Ji-sung  | Benjamin Lock Jose Statham            | 5:7, 6:3, [10:5]  |
| 2.  | 11. August 2019   | Yokkaichi   | Hartplatz | Nam Ji-sung  | Gong Maoxin Zhang Ze                  | 6:3, 3:6, [14:12] |
| 3.  | 1. September 2019 | Baotou      | Sand (i)  | Nam Ji-sung  | Teimuras Gabaschwili Mukund Sasikumar | 7:63, 6:2         |
| 4.  | 23. Juli 2022     | Nur-Sultan  | Hartplatz | Nam Ji-sung  | Andrew Paulson David Poljak           | 6:2, 3:6, [10:6]  |
| 5.  | 21. Januar 2023   | Nonthaburi  | Hartplatz | Nam Ji-sung  | Jan Choinski Stuart Parker            | 6:4, 6:4          |
| 6.  | 22. Juli 2023     | Pozoblanco  | Hartplatz | Nam Ji-sung  | Luke Johnson Benjamin Lock            | 2:6, 6:4, [10:8]  |
| 7.  | 20. April 2024    | Gwangju (2) | Hartplatz | Lee Jea-moon | Cui Jie Lee Duck-hee                  | 1:6, 6:1, [10:3]  |